# Space Cowboy (músico)

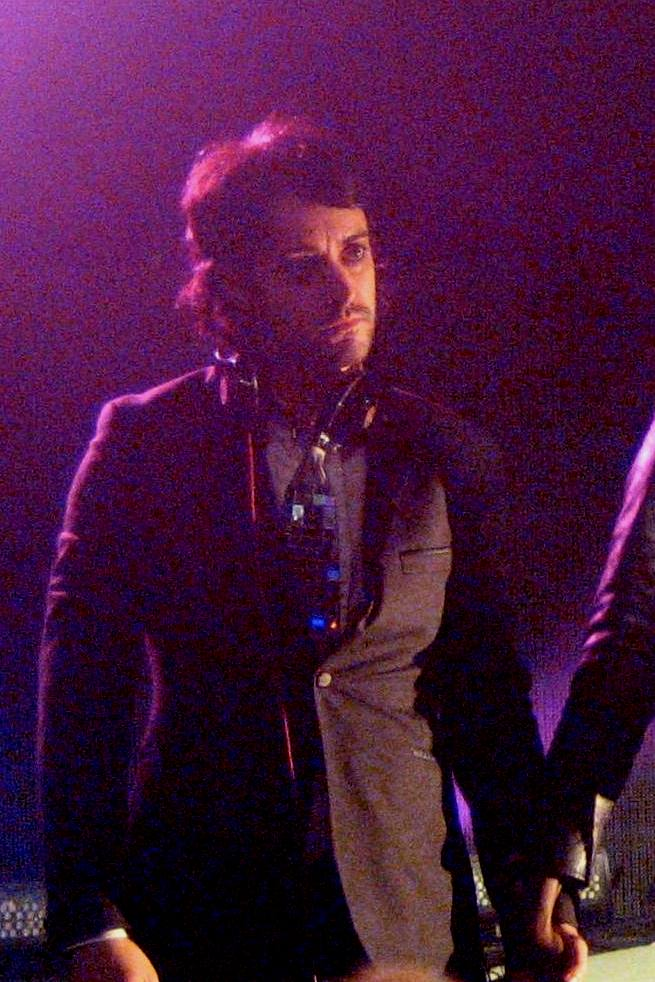
performance de Space Cowboy com Lady Gaga

Nicolas Jean-Pierre Dresti, conhecido como Space Cowboy (Paris, 7 de Março de 1975), é um compositor, produtor e DJ francês.